# 凱魯萬省
凱魯萬省 （阿拉伯语：‎）是突尼西亞中北部的一個省。面積6,712平方公里，2004年人口546,209人。 首府凱魯萬。下分十一縣。